# Laboratorio vivo
Un laboratorio vivo o laboratorio viviente es un concepto de investigación que se define como ecosistema de innovación abierta, que suele operar en un territorio (por ejemplo, una ciudad, una región o un campus) y que integra procesos concurrentes de investigación e innovación en el marco de una colaboración público-privada.
En su forma más simple puede ser una simple habitación o apartamento en la que los usuarios de un nuevo producto lo utilizan en un ambiente natural, permitiendo a estos usuarios participar activamente en su diseño; o puede llegar a un centro público con múltiples expertos en diferentes disciplinas colaborando para crear ideas, diseños y artefactos tecnológicos de forma colaborativa.

## Antecedentes
El término "laboratorio vivo" ha emergido en el contexto de las comunidades que investigan la inteligencia ambiental e investigación de Experiencias y Aplicaciones. El término se basa en el concepto de experiencia de usuario e inteligencia ambiental.
William J. Mitchell, Kent Larson, y Alex (Sandy) Pentland del Instituto Tecnológico de Massachusetts son los primeros en explorar el concepto de laboratorio vivo. Argumentan que un laboratorio vivo representa una metodología de investigación centrada en el usuario para descubrir, prototipar, validar y perfeccionar soluciones complejas en múltiples contextos reales y en evolución. En la actualidad, existen varias descripciones y definiciones de laboratorios vivientes procedentes de distintas fuentes

## Descripción
Un laboratorio vivo es un ecosistema de innovación abierta centrado en el usuario, territorial, que integra innovación que integra procesos concurrentes de investigación e innovación en el marco de una colaboración público-privada.
Estos procesos se integran a través de la exploración, experimentación y evaluación de la innovación en ideas, escenarios, conceptos y artefactos tecnológicos que se aplican a casos de uso de la vida real. En estos casos, las comunidades de usuarios participan no sólo como sujetos de estudio, sino también como fuente de creación.
Este enfoque permite considerar a las partes implicadas en el desarrollo de productos tanto el rendimiento global de un producto o servicio como su posible adopción por parte de los usuarios. Esta reflexión puede hacerse en la fase inicial de investigación y desarrollo y durante todos los elementos del ciclo de vida de un producto, desde el diseño hasta el reciclaje.

Ya existen otros métodos de investigación centrados en el usuario, como la investigación-acción, informática comunitaria, diseño contextual, diseño centrado en el usuario, diseño participativo, diseño empático, diseño emocional, y otros métodos de usabilidad; pero estos métodos no capacitan suficientemente a los usuarios para la cocreación en entornos de desarrollo abiertos..
Más recientemente, la Web 2.0 ha demostrado el impacto positivo de implicar a comunidades de usuario en desarrollo de nuevos productos (NPD), tales como proyectos de colaboración en masa (p. ej.  crowdsourcing o sabiduría de las multitudes) en una inteligencia colectiva, creando aplicaciones y contenidos nuevos.
Un laboratorio vivo es diferente de un banco de pruebas, ya que su filosofía es transformar a los usuarios (considerados tradicionalmente como sujetos observados para probar módulos frente a los requisitos) en creadores de valor, al contribuir a la cocreación y exploración de ideas emergentes, escenarios rompedores, conceptos innovadores y artefactos relacionados. 
Por lo tanto, un laboratorio vivo constituye más bien un entorno experimental, que podría compararse con el concepto de aprendizaje experiencial, en el que los usuarios se sumergen en un espacio social creativo para diseñar y experimentar su propio futuro. Los laboratorios vivos también podrían ser utilizados por los responsables políticos y los usuarios/ciudadanos para diseñar, explorar, experimentar y perfeccionar nuevas políticas y normativas en escenarios reales para evaluar sus posibles impactos antes de su aplicación.

## Cómo funciona
El proceso de laboratorio vivo, que integra tanto la investigación centrada en el usuario como la innovación abierta, se basa en una espiral de maduración donde un equipo multidisciplinar participa en las siguientes cuatro actividades principales:
- Cocreación: se utilizan la presión tecnológica y la necesidad existente de una aplicación (es decir, crowdsourcing, crowdcasting) para crear diversos puntos de vista, limitaciones y un intercambio de conocimientos, con el fin de idear nuevos escenarios, conceptos y artefactos relacionados.
- Exploración: se involucra a todas las partes interesadas, especialmente comunidades de usuario, la fase inicial del proceso de cocreación para descubrir escenarios, usos y comportamientos emergentes a través de escenarios en vivo en entornos reales o virtuales (por ejemplo, realidad virtual, realidad aumentada, realidad mixta).
- Experimentación: crear el nivel adecuado de artefactos tecnológicos para experimentar escenarios en vivo con un gran número de usuarios, mientras se recogen datos que serán analizados en su contexto durante la actividad de evaluación.
- Evaluación: evaluar las nuevas ideas y los conceptos innovadores, así como los artefactos tecnológicos relacionados, en situaciones de la vida real a través de varias dimensiones, como los aspectos socioergonómicos, sociocognitivos y socioeconómicos. Hacer observaciones sobre el potencial de una adopción viral de los nuevos conceptos y artefactos tecnológicos relacionados, confrontándolos con los modelos de valor de los usuarios.